# Exciting Soccer: Konami Cup
Exciting Soccer: Konami Cup es un videojuego de fútbol de Konami para Famicom Disk System publicado en febrero de 1988. Fue el segundo juego de fútbol publicado para FDS tras Soccer, que se había publicado para ese sistema en 1986. Es parte de la serie Exciting Sports de Konami, que también que incluye a Exciting Baseball o Exciting Basket.
- Datos: Q11289689